# Valdemar Psilander
Valdemar Einar Psilander (né 9 mai 1884 à Copenhague et mort par suicide le 6 mars 1917 dans la même ville) est un acteur du cinéma muet danois.

## Biographie
Valdemar Psilander était l'acteur danois le mieux payé et le plus admiré[réf. nécessaire].

## Filmographie

### Acteur

#### Cinéma
- 1911 : A Victim of the Mormons d'August Blom
- 1911 : Balletdanserinden : Paul Rich, peintre
- 1911 : Den sorte drøm : comte Johan Waldberg
- 1911 : Ungdommens Ret : Søtoft
- 1912 : Den glade løjtnant : lieutenant Victor
- 1912 : Dødsangstens maskespil : Frank Harvey - Acteur
- 1912 : Dødsspring til hest fra cirkuskuplen : comte Willy von Rosenörn
- 1912 : Elskovs magt : Fritz Bohn Skuespiller
- 1912 : Le Chancelier noir (Den sorte kansler) d'August Blom
- 1912 : Jernbanens datter : Iwan Groblewsky
- 1912 : Livets Løgn : Willy Prager - Docteur
- 1912 : Livets baal : Herbert Jyrtel
- 1912 : Tropisk kærlighed : Cecil Brown
- 1913 : Hvem var Forbryderen ? : Otto Berg - Détective
- 1913 : Nelly's Forlovelse : duc de Portland
- 1913 : Scenen og livet : comte Franz von Ihlig
- 1913 : Skandalen paa Sørupgaard : Bøgh
- 1914 : Alone with the Devil : Frederic Nessieres
- 1914 : Arbejdet adler : Kurt Rømer
- 1914 : Elskovsleg : Fritz Lobheimer
- 1914 : Et Læreaar : fils de Cecil - Lady Thorn
- 1915 : En opstandelse : Konstantin Frübner
- 1915 : Godsforvalteren : Walter Haldann
- 1915 : In Defense of a Nation : Erik von Wimpfen
- 1915 : L'Évangéliste (Evangeliemandens liv) de Holger-Madsen : John Redmond - l'évangéliste
- 1915 : Kærlighedens triumf : Jack Montfrod, le fils de la comtesse
- 1915 : The Heart of Lady Alaine : Marc-Arron, premier lieutenant
- 1916 : Børnevennerne : Dr Poul Bjerne
- 1916 : Det stjaalne ansigt : le fils de Jacobs Georg
- 1916 : En Æresoprejsning : Dr Jens Holck
- 1916 : Giftpilen : Juge Vernon
- 1916 : I livets brænding : Hugo Dyhre
- 1916 : Manden uden fremtid : Percy Fancourt (Lord Langthorpe)
- 1916 : Mumiens Halsbaand : Robin Cray
- 1917 : Der Tanzende Tor : Joe Higgins
- 1917 : Favoriten : Victor Lebrassier
- 1917 : Hjertekrigen paa Ravnsholt : lieutenant Axel von Lejon
- 1917 : Le Clown de A. W. Sandberg : Joe Higgins, le clown
- 1917 : Krigens Fjende : Johannes Acosta
- 1917 : Kærligheds-Væddemaalet : Maurice Marshall
- 1918 : Det døde Skib : Frank Carrel
- 1918 : En Fare for Samfundet : William Sheldon
- 1918 : For Sit Lands Ære : lieutenant Robert Carmilhan
- 1918 : Hendes Hjertes Ridder : Léon d'Auchamps, secrétaire de Claude
- 1918 : Luksuschaufføren : comte Alex Alexis
- 1918 : Lydia (da) : Karl Fribert, procureur
- 1918 : Lykken : Peter Niemand
- 1918 : Sfinxenx Hemmelighed (en) : Mr. Hunter
- 1919 : Den Æreløse : Robert Müller
- 1919 : Hans store Chance : Jacob Arendt
- 1919 : Hvorledes jeg kom til Filmen : Silvio Gaetano
- 1919 : Kærlighedsleg : Sir Georges Wilton
- 1919 : Prinsens Kærlighed : le prince Harro
- 1919 : Rytterstatuen : Frederik Storm
- 1920 : En Skuespillers Kærlighed : Ludvig Romay - Acteur

#### Courts-métrages
- 1910 : Dorian Grays Portræt (en)
- 1911 : A Victim of the Mormons
- 1911 : Den farlige Alder
- 1911 : Det bødes der for
- 1911 : En lektion
- 1911 : Hendes Ære
- 1911 : Temptations of a Great City
- 1911 : The Call of a Woman
- 1912 : Den Undvegne
- 1912 : Det gamle Købmandshus
- 1912 : For aabent Tæppe
- 1912 : Operabranden
- 1912 : The Airship Fugitives
- 1912 : The Black Chancellor
- 1912 : Un Drame sur l'océan
- 1912 : Uncle and Nephew
- 1912 : Vanquished
- 1912 : Vor tids dame
- 1913 : A Victim of Intrigue
- 1913 : Amerikansk skoleskib
- 1913 : En Bryllupsaften paa Hotel
- 1913 : Et skud i mørket
- 1913 : Flugten gennem Luften
- 1913 : Fødselsdagsgaven
- 1913 : Guldmønten
- 1913 : Gæstespillet
- 1913 : Hustruens Ret
- 1913 : Højt spil
- 1913 : In the Bonds of Passion
- 1913 : Karnevallets Hemmelighed
- 1913 : La Sphinx de Hjalmar Davidsen
- 1913 : Through the Test of Fire
- 1914 : Et vanskeligt Valg
- 1914 : Fra mørke til lys
- 1914 : Grev Dahlborgs Hemmelighed
- 1914 : The Convict's Son
- 1914 : The Monomaniac

### Producteur

#### Courts-métrages
- 1914 : Grev Dahlborgs Hemmelighed